# امیلی بیکن
امیلی پارتریج بیکن (انگلیسی: Emily Bacon؛ ۱۰ فوریه ۱۸۹۱ – ۱۹۷۲) پزشک اهل ایالات متحده آمریکا بود. وی نخستین پزشک در فیلادلفیا بود که تمام تمرکز خود را به پزشکی کودکان اختصاص داد. او در طول پنجاه سال فعالیت بیمارستانی خود، نوآوری‌های متعددی را دنیای پزشکی عرضه کرد، از جمله ایجاد یک «کلینیک سلامت نوزاد» و یک سرویس مشاوره برای کودکان مشکل‌دار بنیان نهاد. او همچنین معلمی بسیار محبوب بود و بیش از سی سال فعالیت بالینی خود را با تدریس در کالج پزشکی زنان پنسیلوانیا ترکیب کرد.

## اوایل زندگی
امیلی پارتریج بیکن، دختر مری الا پارتریج و جوزف توماس بیکن، در ۱۰ فوریه ۱۸۹۱ در شهر مورستاون، نیوجرسی به دنیا آمد. او پنج خواهر و برادر دیگر به نام‌های فلورنس تایر بیکن، مری الا بیکن، لوید هریس بیکن، و استنلی شاموی بیکن داشت. امیلی بیکن در سال ۱۹۰۸ وارد کالج ویلسون در چمبرزبورگ، پنسیلوانیا شد. در دوران تحصیل در دانشگاه، او به شدت در زندگی اجتماعی و ورزشی مدرسه فعال بود، به‌طوری که سه سال از چهار سال تحصیل خود به‌عنوان نماینده کلاس برگزیده شد، در چندین انجمن ادبی شرکت داشت و در تیم هاکی روی چمن به عنوان هافبک راست بازی می‌کرد. طبیعتاً او خاطرات بسیار خوبی از دوران دانشگاه داشت و با علاقه زیاد آن را تعریف می‌کرد. او رابطه‌ای قوی با کالج ویلسون را طی بخش زیادی از زندگی خود حفظ کرد و به مدت تقریباً دو دهه، از اوایل دهه ۱۹۳۰ تا دهه ۱۹۵۰، به‌عنوان یک عضو هیئت مدیره و عضو معتمد فارغ‌التحصیلان در آن خدمت کرد.

## تجربیات پزشکی
پس از فارغ‌التحصیلی از کالج ویلسون در سال ۱۹۱۲، امیلی بیکن مدرک دکترای پزشکی خود را از دانشکده پزشکی دانشگاه جانز هاپکینز در سال ۱۹۱۶ دریافت کرد. در سال ۱۹۲۴، بیکن جانشین کاترین ام. استارکی شد و به‌عنوان دانشیار در رشته بهداشت اطفال در دانشگاه پنسیلوانیا منصوب گردید. او به فیلادلفیا بازگشت و یک دوره تخصص اطفال در بیمارستان مری جی. درکسل گذراند، که این موقعیت را تا سال ۱۹۲۸ که اولین زن منصوب شده به تیم ارشد بیمارستان بود، حفظ کرد. وقتی بیمارستان با مرکز پزشکی لانکنا که در نزدیکی آن قرار داشت، ادغام شد، بیکن به‌عنوان اولین رئیس بخش اطفال در مرکز پزشکی لانکنا منصوب گردید.
او تا سال ۱۹۵۲ در بیمارستان لانکنا ماند و حتی پس از بازنشستگی از سمت ریاست بخش اطفال، به‌عنوان مشاور اطفال تا سال ۱۹۶۵ فعالیت داشت. در همین دوره، او همچنین با کالج پزشکی زنان پنسیلوانیا (WMCP) همکاری داشت. بیکن در سال ۱۹۱۹ به‌عنوان مدرس اطفال در کالج پزشکی زنان پنسیلوانیا پذیرش شد و شش سال بعد به‌عنوان استاد تمام منصوب گردید. او در سال ۱۹۵۳ به‌عنوان استاد بازنشسته شناخته شد و در سن ۶۲ سالگی از تدریس کناره گرفت.

## کلینیک سلامت نوزاد
امیلی بیکن اولین «کلینیک سلامت نوزاد» را در اوایل دهه ۱۹۰۰ در فیلادلفیا بنیان‌گذاری کرد. از آنجا که حرفه پزشکی او در سال ۱۹۱۶ آغاز شد، تأسیس این کلینیک با برنامه‌های واکسیناسیون آبله، دیفتری و کزاز هم‌زمان بود. «کلینیک سلامت نوزاد» یک مرکز خدماتی است که بر بهداشت جسمی و روانی و پیشگیری تأکید دارد، جایی که مادران همراه با نوزادان سالم خود به آنجا مراجعه کرده و درک و مدیریت فرایند رشد و تکامل نوزادان خود را یادمی‌گیرند.

## اهمیت
به‌طور کلی، بیکن به عنوان یک معلم، پزشک اطفال و همکار، بسیار محبوب و مورد احترام بود. او سهم زیادی در پیشرفت علم پزشکی اطفال در فیلادلفیا داشت. مهارت‌های برجسته‌اش در این حوزه باعث شد تا درخواست‌های زیادی به عنوان سخنران محبوب دریافت کند و اغلب در گروه‌های والدین و معلمان، پرستاران و زنان کلیسا و باشگاه‌ها حضور می‌یافت تا در مورد مسائل سلامت کودکان، تغذیه و پزشکی پیشگیرانه صحبت کند. او به‌طور مداوم به عنوان فردی فداکار، بی‌تکلف و عادل توصیف می‌شد و بدون شک تأثیر ماندگاری بر سلامت هزاران کودک فیلادلفیا از طریق پزشکی اطفال و تدریس داشته است و در نقش یک آموزگار و پزشک اطفال کمک زیادی به تربیت نسل‌های پزشکان در این زمینه نمود. بیکن در سال ۱۹۷۲ درگذشت.